# Cymbospondylus
Cymbospondylus és un gènere ictiosaures, un dels primers que va existir a mitjan període Triàsic.
Aquest rèptil marí, d'una longitud aproximada de 6 a 10 metres, tenia 2 parells d'aletes i una cua semblant a la de les anguiles. Era l'ictiosure menys semblant als peixos, ja que no posseïa l'aleta dorsal. Tenia el crani corbat i les dents afilades per menjar rèptils, amfibis primitius i cefalòpodes tals com l'ammonits. Els seus fòssils han estat trobats a Nevada (EUA) i Alemanya.